# Орська ТЕЦ-1
Орська ТЕЦ-1 — теплова електростанція у Оренбурзькій області Росії.
В 1938 році в Орську почався запуск Південно-Уральського нікелевого комбінату. Того ж року тут в межах проекту ТЕЦ ввели в дію котел № 1 типу ЛМЗ-ЦККБ-160/200 продуктивністю 160 тон пари на годину та турбіну № 1 типу АТ-25-1 потужністю 25 МВт. В 1940-му запустили котел № 2 типу КО-III-200 продуктивністю 200 тонн пари на годину та ще одну турбіна потужністю 25 МВт, а в 1942-му стала до ладу третя турбіна, що довело загальну потужність станції до 75 МВт.
У 1945—1947 роках станцію доповнили котлом № 4 та турбіною № 5 з тим саме показником 25 МВт.
На 1953—1958 роки припало введення третьої черги, яка мала чотири котли (станційні номери 5 — 8) та три турбіни (станційні номери 6 — 8), що збільшило потужність станції до 175 МВт.
В 1961—1966 роках запустили четверту чергу станції, яка мала чотири котла — один від Барнаульського котельного заводу типу БКЗ-210-140Ф продуктивністю 210 тонн пари на годину (станційний номер 9) та три виробництва Таганрозького котельного заводу типу ТГМ-84 продуктивністю по 420 тон пари на годину (станційні номери 10 — 12). Вони живили чотири турбіни потужністю по 50 МВт (станційні номери 9 — 12), щонайменше одна з яких була виготовлена Ленінградським металічним заводом та відносилась до типу ВПТ-50-130 потужністю 50 МВт.
В 1974-му додали паровий котел Таганрозького котельного заводу типу ТГМ-84Б продуктивністю 420 тонн пари на годину (станційний номер 13).
В 1973, 1977 та 1984 роках теплову потужність станції підсилили за рахунок трьох водогрійних котлів типу ПТВМ-180 продуктивністю по 180 Гкал/год, перший з яких постачив Дорогобузький котельний завод, а два наступні — Барнаульський котельний завод. В 1989-му запустили водогрійний котел від Дорогобузького котельного заводу тією ж  продуктивністю 180 Гкал/год, але типу КВГМ-180-2.
В 1993, 1997 та 2002 роках турбіни № 9, № 10 та № 11 замінили на нові від Ленінградського металічного заводу типу ПТ-65/75–130/13 потужністю по 65 МВт.
В той же час, застаріле обладнання виводили з експлуатації. Так, в 1998-му вивели з експлуатації котел № 8, в 1999-му зупинили водогрійні котли № 1 та № 2.
Станом на 2015-й ТЕЦ мала електричну потужність 245 МВТ (турбіни № 9, № 10, № 11 та № 12) та теплову потужність 989 Гкал/год, з яких 629 Гкал/год забезпечували теплові відбори турбін та 360 Гкал/год водогрійні котли.
Станом на середину 2021 рік за ТЕЦ рахувалось чотири парові котли (№ 10, № 11, № 12 та № 13) та три турбіни загальною потужністю 195 МВт (№ 9, № 10 та № 11).
Первісно станція була розрахована на споживання вугілля, а в першій половині 1960-х виникла можливість використовувати природний газ, що надійшов по трубопроводу Домбаровка — Орськ (наразі частина системи Домбаровка – Оренбург). Із виведенням з експлуатації котла № 8 використання вугілля припинилось.
Видалення продуктів згоряння парових котлів відбувається через кілька димарів висотою до 150 метрів. Водогрійні котли отримали один димар заввишки 120 метрів.
Воду для технологічних потреб отримують з річки Урал.
Видача продукції відбувається по ЛЕП, що працюють під напругою 110 кВ та 35 Кв.